# Рале Рашич
Звоними́р „Рале“ Ра́шич (серб. Звонимир Рале Рашић, англ. Zvonimir «Rale» Rasic; 26 грудня 1935, с. Доле, Королівство Югославія — 8 червня 2023, Сідней) — югославський футболіст та австралійський тренер, захисник.

## Клубна кар'єра
Народився в селі Доле, Приморська бановина. Футбольну кар'єру розпочав в Югославії. Також відомий як Звонко Расич. Виступав за «Пролетер» (Зренянин), «Воєводина», «Спартак» (Суботиця) та «Борац» (Баня-Лука). У 1962 році виїхав до Австралії. Виступав у клубі «Футскрей ЮЮСТ», який складався з югославських емігрантів. Через травму Рашич змушений був перервати футбольну кар’єру та повернувся в Югославію для проходження військової служби.

## Кар'єра в збірній
Закінчивши військову службу в Югославії, Рале Рашич повернувся до Австралії, цього разу вже як тренер. У 1969 році став тренером свого колишнього клубу «Футскрей ЮЮСТ». У своєму дебютному сезоні на тренерському містку привів команду до перемоги в чемпіонаті штату Вікторія. Завдяки успіхам на клубному рівні прийняв запрошення очолити збірну Австралію. Дебютував на посаді тренера на тренерському містку збірної Австралії 10 листопада 1970 року у складі переможному (1:0) проти Ізраїлю в Тель-Авіві. 13 листопада 1973 року після перемоги в Гонконгу (1:0) над Південної Кореї, Австралія вийшла у фінальну частину чемпіонату світу 1974 року. На турнірі в Західній Німеччині Австралія програла Східній Німеччині (0:2) та Західній Німеччині (0:3), а також зіграв внічию з Чилі (0:0). На хвилі критики виступу в Австралії після завершення Мундіалю Рашич пішов з займаної посади. Статистика виступів — 13 перемог, 7 нічиїх та 5 поразок, при різниці забитих та пропущених м'ячів 45:26.
Окрім роботи в збірній Австралії, працював і на клубному рівні. У 1971 році тренував «Сент-Джордж-Будапешт», з яким став віцечемпіоном штату Новий Південний Уельс. У 1972—1973 роках тренував клуб «Марконі Фаєрфілд», у складі якого двічі ставав віцечемпіоном штату Новий Південний Уельс (1972, 1973). У 1974 році його очолив «Пан Гелленік», з яким  посів п'яте місце в чемпіонаті штату Новий Південний Уельс. У 1977—1978 роках тренував «Марконі Фаєрфілд». У сезоні 1977 роках разом з «Марконі» став віцечемпіоном Національної футбольної ліги Австралії, а наступного року повторив це досягнення (поступився в фіналі «Істерн Сабарбс Хакоах»). У 1977 році визнаний найкращим тренером НФЛ. У 1979—1980 роках очолював «Аделаїду Сіті», з яким він зайняв п’яте місце в обох сезонах чемпіонату Австралії. У 1981—1982 роках тренував «Блектаун Сіті», з яким 1981 року виграв з НФЛ. У 1983 році очолював «Саут Мельбурн», з яким посів 4-те місце в НФЛ.
У 1987 році тренував «АПІА Лейхгардт», з яким виграв чемпіонат Австралії, завдяки чому отримав звання тренера року в Австралії. У 1992 році очолював «Кентербері-Марквіль», з яким посів 7-ме місце в Суперлізі Новий Південний Уельс. У 1996 році тренував «Рокдейл Ілінден», а в 1997 році — «Файрфілд Баллс», з яким вийшов до Суперлізі Нового Південного Уельсу. У 1997—1999 роках тренував «Канберру Космос», з яким двічі займав останнє місце в НФЛ. Останнім клубом у тренерській кар’єрі став «Марконі Сталліонс», з яким зайняв друге останнє місце НФЛ у сезоні 2002-2003 років.
Рале Рашич нагороджений орденом Австралії за тренерську роботу.
Під час чемпіонату світу 2006 року працював ведучим на станції SBS. Того ж року вийшла його біографія «Історія Рале Рашича».